# Edema pulmonar
Un  edema pulmonar  és una acumulació anormal de líquid en els pulmons, en especial els espais entre els capil lars sanguinis i l'alvèol, que comporta que es presenti inflor.

## Causes, incidència i factors de risc
L'edema pulmonar generalment és causat per insuficiència cardíaca. A mesura que el cor deixa de funcionar, la pressió en les venes que van al pulmó comença a elevar-se i, a mesura que aquesta pressió s'incrementa, el líquid és empès cap als alvèols. Aquest líquid es comporta com una barrera que interromp el moviment normal de l'oxigen a través dels pulmons, provocant dificultat per respirar.
L'edema pulmonar també pot ser causat per una lesió directa en el pulmó, com la causada per gas verinós (comú en els incendis productors de grans fums) o infecció severa. El dany pulmonar i l'acumulació de líquid, que és generalitzat en el cos també s'observa en la insuficiència renal, per les grans pèrdues de proteïnes i la consegüent disminució de la pressió oncòtica en la sang en comparació amb l'espai intersticial.
L'edema pulmonar pot ser una complicació d'un atac cardíac, filtració o estrenyiment de les vàlvules cardíaques (tricúspide o mitral) o qualsevol malaltia cardíaca que ocasioni ja sigui debilitament o rigidesa del múscul cardíac (miocardiopatia)

## Classificació

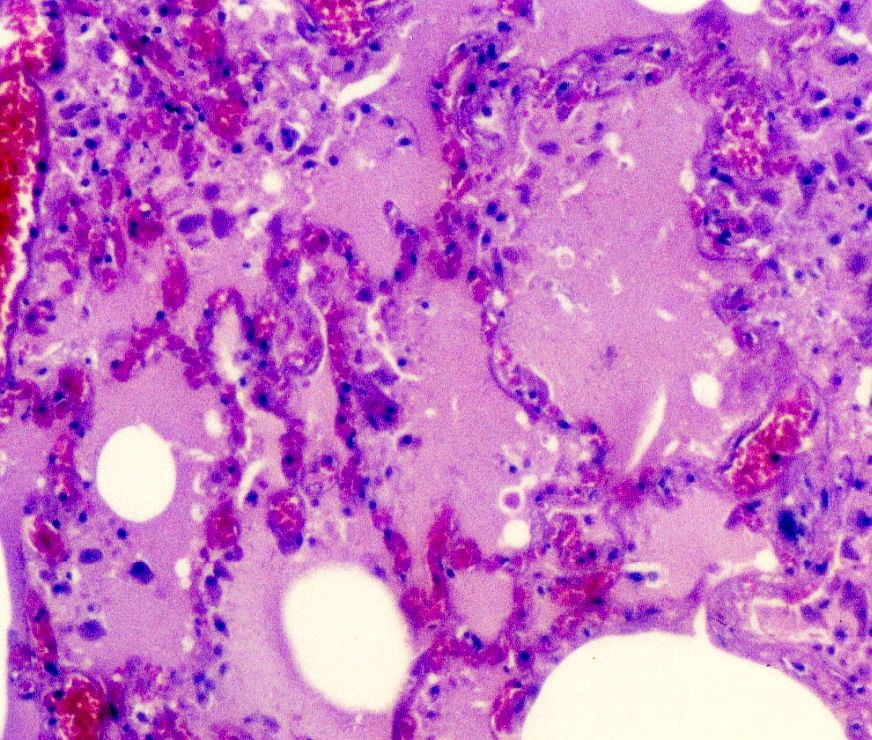
Congestió i edema agut intraalveolar pulmonars, d'etiologia asfítica

L'edema pulmonar, d'acord amb el seu instal·lació, pot ser:
- Intersticial
- Alveolar

A causa de les seves causes, es classifica en:
- Hemodinàmiques

- Insuficiència ventricular esquerra o malaltia mitral.
- Pulmó de xoc, per augment de la permeabilitat capil lar.

## Fisiopatologia

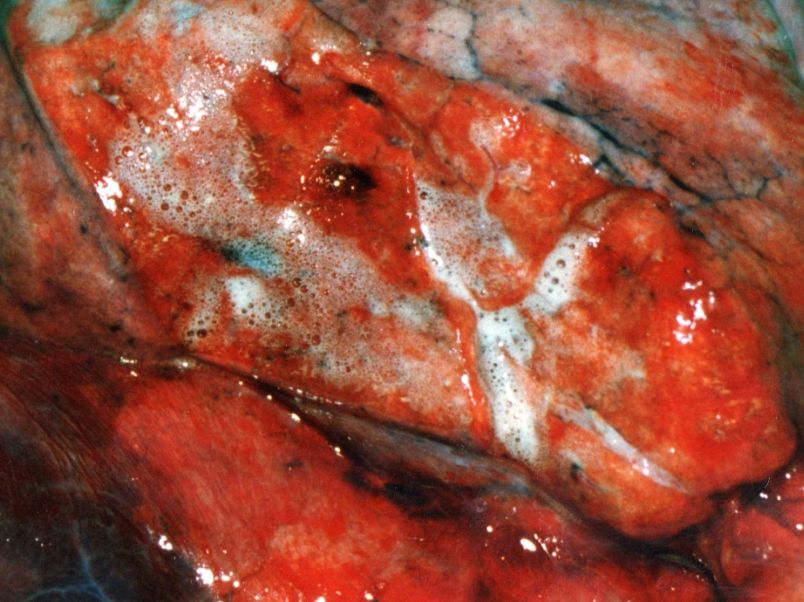
Imatge macroscòpica d'un edema agut de pulmó d'origen cardíac

La funció pulmonar mecànica es veu alterada per disminució de la distensibilitat pulmonar i per resistència augmentada de les vies aèries causat per l'edema intraductal, broncoconstricció reflecteix i l'establert edema intersticial. En la fase primerenca es nota hipoxèmia per disminuïda capacitat de difusió d'oxigen, alteració de la ventilació/perfusió i petits shunt. La pressió parcial de CO2 en principi està normal o lleugerament disminuïda per estimulació de receptors pulmonars: quimioreceptors per baixa pressió parcial d'O₂ i per receptors d'estirament estimulats per l'edema ocupant.
En la fase tardana, amb hipoxèmia moderada, es produeix hipercàpnia, acidosi respiratòria i depressió del centre respiratori.

## Símptomes
- Dificultat respiratòria
- Insuficiència respiratòria
- Sensació de "falta d'aire" o "asfíxia".
- Sons roncs al respirar
- Sibilàncies
- Dificultat per respirar en anar a dormir, el que fa que el pacient necessiti dormir amb el cap aixecat o utilitzar coixins addicionals.
- Tos
- Ansietat
- Inquietud
- Sudoració excessiva
- Pell pàl·lida

Altres símptomes associats amb aquesta malaltia són:
- Aleteig nasal
- Expectoració sanguinolenta
- Incapacitat de parlar
- Disminució en el nivell de consciència.

## Signes i exàmens
El metge durà a terme un examen físic i utilitzarà un estetoscopi per auscultar els pulmons i el cor. La persona pot presentar:
- Augment de la freqüència cardíaca.
- Sons crepitants en els pulmons o sons cardíacs anormals.
- Pal·lidesa o coloració blavosa de la pell.

Els possibles exàmens són:
- Nivells d'oxigen en la sang: baixos en pacients amb edema pulmonar.
- Una radiografia de tòrax que pot revelar líquid en o al voltant de l'espai pulmonar o un engrandiment del cor.
- Ecografia del cor (ecocardiograma) que pot mostrar un múscul cardíac feble, filtració o estrenyiment de les vàlvules cardíaques o líquid envoltant el cor.

## Tractament
L'oxigen s'administra per mitjà d'una màscara o de diminutes cànules plàstiques col·locades al nas. Igualment, es pot posar un tub de respiració en la tràquea i és possible que es necessiti un respirador (màquina de respiració).
Cal identificar i tractar ràpidament la causa de l'edema. Per exemple, si un atac cardíac ha causat l'afecció, s'ha de tractar i estabilitzar el cor.
Així mateix, es poden administrar diürètics com furosemida per ajudar a treure l'excés d'aigua a través de l'orina. De la mateixa manera, es poden usar altres medicaments per enfortir el múscul cardíac o per alleujar la pressió en el cor.

## Expectatives
Encara que l'edema pulmonar pot ser una afecció potencialment mortal, sovint es pot tractar i la recuperació depèn del que ho estigui causant.

## Complicacions
Alguns pacients poden necessitar l'ús d'un respirador durant un temps prolongat.

## Situacions que requereixen assistència mèdica
Cal anar a la sala d'emergències o trucar al número local d'emergències si es presenten problemes per respirar.

## Prevenció
Si la persona pateix una malaltia que pot portar a un edema pulmonar, ha d'assegurar de prendre tots els medicaments d'acord amb les instruccions del metge. El fet de seguir una dieta saludable, generalment baixa en sal, pot disminuir significativament el risc de patir aquesta afecció.